# 763 Cupido
763 Cupido eller 1913 ST är en asteroid i huvudbältet, som upptäcktes 25 september 1913 av den tyske astronomen Franz H. Kaiser i Heidelberg. Den har fått sitt namne efter guden Amor.
Asteroiden har en diameter på ungefär 7 kilometer och den tillhör asteroidgruppen Flora.